# Wallace Hartley
Vous lisez un « bon article » labellisé en 2010.
Pour les articles homonymes, voir Hartley.
Wallace Henry Hartley (2 juin 1878 - 15 avril 1912) est un musicien britannique ayant servi sur plusieurs paquebots comme violoniste et chef d'orchestre. En avril 1912, il est chargé de diriger l'orchestre du Titanic. Le 14 avril 1912, le navire heurte un iceberg et commence à couler. Hartley et son orchestre sont chargés de jouer des airs entraînants pour éviter toute propagation de panique. La plupart des témoignages disent qu'ils ont joué jusqu'à la fin du naufrage, terminant par l'hymne Plus près de toi, mon Dieu.
Hartley, de même que les sept autres musiciens, meurt la nuit du naufrage. Dans les semaines qui suivent, son corps est retrouvé par le Mackay-Bennett, navire affrété pour repêcher les dépouilles des victimes. Les hommages qui lui sont rendus attirent des milliers de spectateurs, et une fresque lui est dédiée dans sa ville natale.

## Biographie

### Jeunesse et carrière

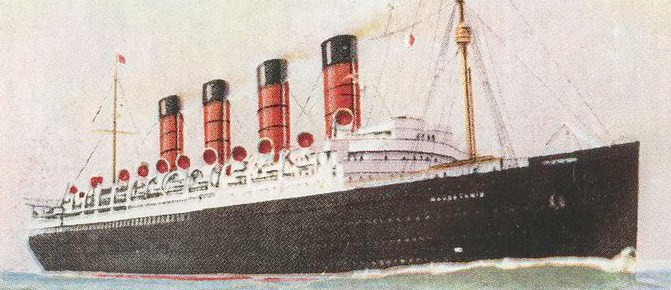
Hartley a servi sur le Mauretania.

Wallace Hartley est né le 2 juin 1878 à Colne dans le Lancashire. Ses parents, Albion et Elizabeth Hartley, travaillent dans l'industrie du textile. Cependant, un incendie en 1885 conduit au renvoi de nombreux employés, dont son père, qui décide de s'engager au sein d'une compagnie d'assurances. Cinq ans plus tard, il est promu et la famille déménage dans un quartier plus aisé de la ville.
Alors qu'il étudie à la George Street School de Colne, il découvre l'amour de la musique, favorisé par ses parents. Son père dirige en effet le chœur de l'église locale, et le pousse à s'y engager et à prendre des cours. Après l'école, Hartley devient employé dans une banque.
Lorsque Albion Hartley reçoit une nouvelle promotion en 1893, la famille déménage à nouveau dans le Yorkshire, à Huddersfield. Wallace Hartley rejoint quant à lui l'orchestre philharmonique de la ville tout en continuant à être clerc. Il abandonne cette profession en 1903 et s'installe à Bridlington, où il devient premier violon de l'orchestre municipal. Par la suite, il s'engage, en 1909 sur un paquebot de la Cunard, le Lucania. Il travaille également comme deuxième violon sur le Lusitania, puis se voit offrir une place sur le prestigieux Mauretania en 1910.

### Chef d'orchestre duTitanic

#### La traversée

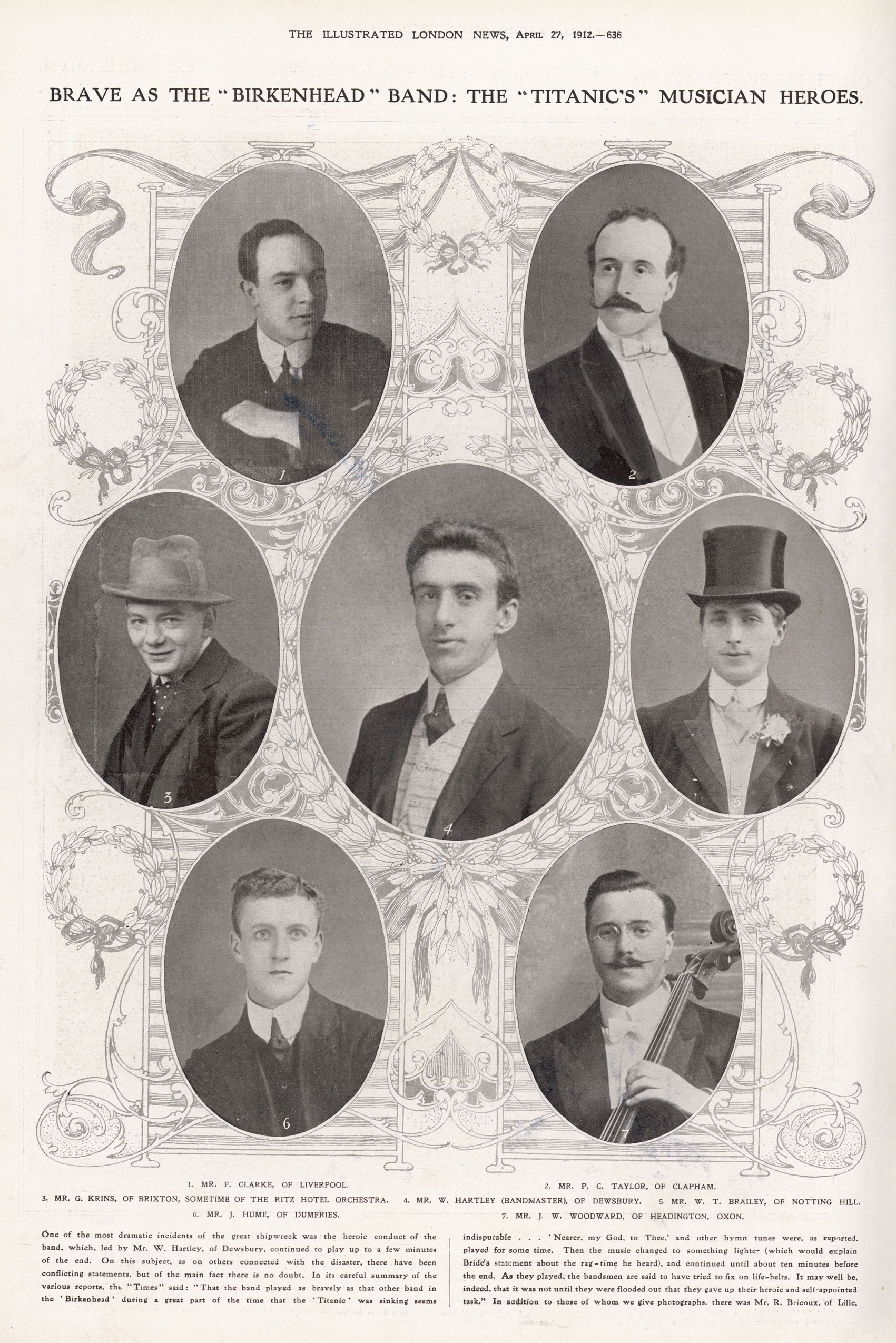
Hartley est membre de l'orchestre du Titanic (ici au centre).

En avril 1912, la société des Frères Black, agents influents auprès des compagnies maritimes, propose les services de Wallace Hartley à la White Star Line pour le tout nouveau Titanic. À son bord, lui et ses sept compagnons sont inscrits comme passagers de deuxième classe, et tous mangent ainsi dans la salle à manger de deuxième classe. Les cinq membres du quintette partagent la même cabine, à l'arrière du pont E.
L'orchestre est divisé en deux : un quintette et un trio, Hartley étant à la tête du premier. Le jour du départ, il dirige le quintette sur le pont supérieur pendant l'embarquement des passagers.
Durant la traversée, Hartley et son orchestre ont quartier libre pendant la matinée, et de 15 à 17 heures. Le quintette joue dans le salon de première classe, la salle de réception, ainsi que durant l'office dominical.

#### Le naufrage
Le 14 avril 1912 vers 23 h 40, le Titanic heurte un iceberg et commence à sombrer. Dès qu'ils sentent la collision, les membres de l'orchestre du navire se préparent et se rendent dans le salon où ils commencent à jouer des airs entraînants. Peu après, ils se rendent sur le pont des embarcations à tribord, près du Grand Escalier, et jouent des airs à la mode comme Alexander's Ragtime Band. Pour certains, ceci a permis d'éviter la propagation d'un sentiment de panique ; ainsi, le deuxième officier Charles Lightoller a par la suite déclaré : « Je n'aime généralement pas le jazz mais j'ai été heureux d'en entendre cette nuit-là. Je pense que cela nous a beaucoup aidé. »
Cependant, d'autres considèrent que l'action de l'orchestre a coûté la mort à beaucoup, en créant un sentiment de confiance et en incitant les passagers à rester à bord. Les témoignages diffèrent, mais la plupart des survivants ont déclaré que Hartley et ses hommes étaient restés sur le pont jusqu'à la fin en enchaînant les valses et ragtimes. Il est probable qu'ils aient joué jusque vers 2 heures, après quoi la gîte prise par le navire ne devait plus le leur permettre. Un débat subsiste cependant sur le dernier air joué, généralement considéré comme étant l'hymne Plus près de toi, mon Dieu, bien que d'autres comme l'opérateur radio Harold Bride parlent du cantique Autumn et de la valse Songe d'Automne. L'idée que Plus près de toi, mon Dieu ait pu être joué est renforcée par le fait que, lorsqu'il servait à bord du Mauretania, Hartley avait dit à ses collègues que c'est l'hymne qu'il jouerait s'il devait se trouver sur un navire en train de couler.
Comme le reste de son orchestre, Hartley a péri dans le naufrage. Son corps est retrouvé le 4 mai 1912 par le Mackay-Bennett, navire affrété pour récupérer les corps des victimes. L'équipage le retrouve en uniforme, serrant son étui à violon contre lui. Le corps est rapatrié en Angleterre à bord de l’Arabic.

## Hommages et mémoriaux

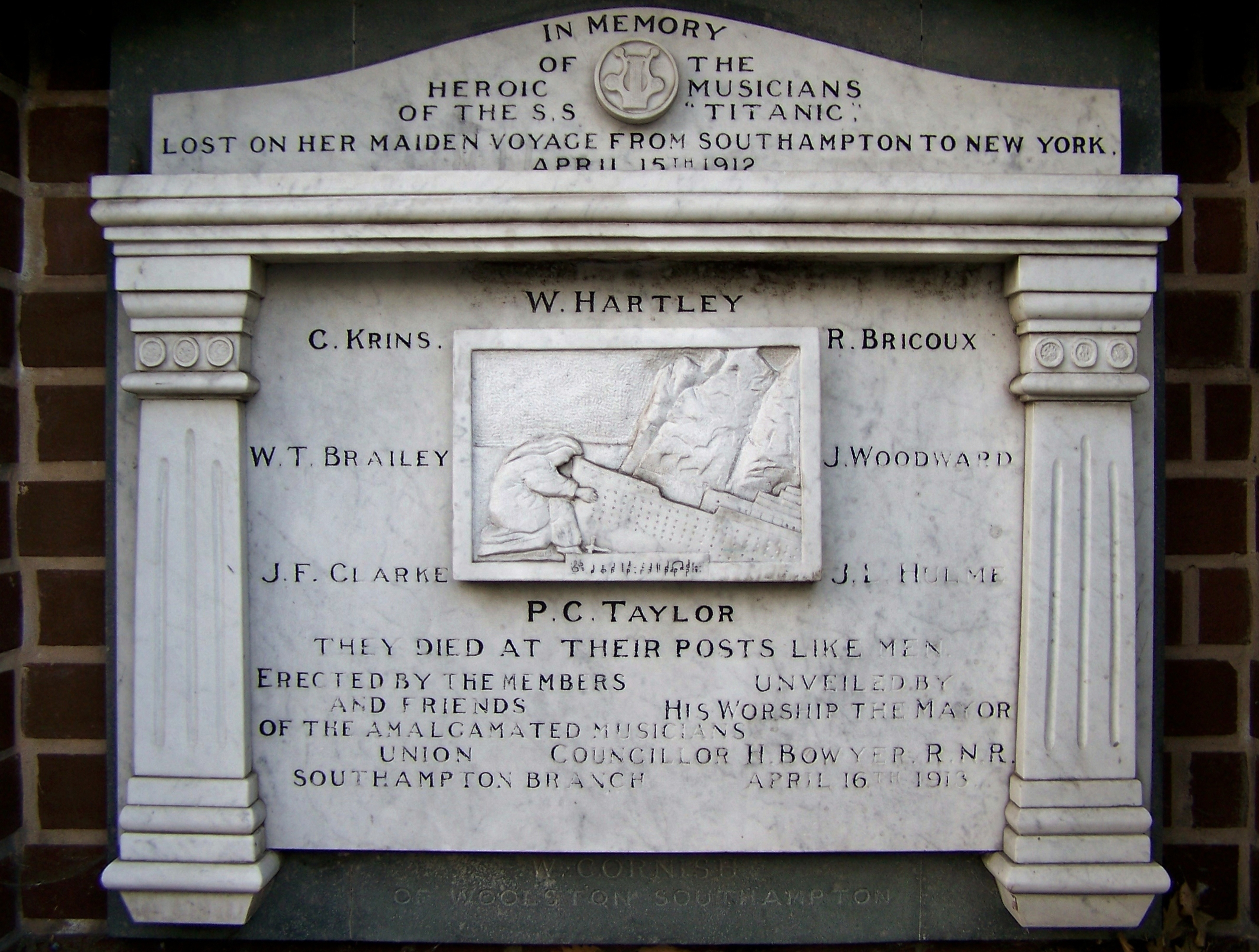
Les inscriptions sur la plaque du mémorial.

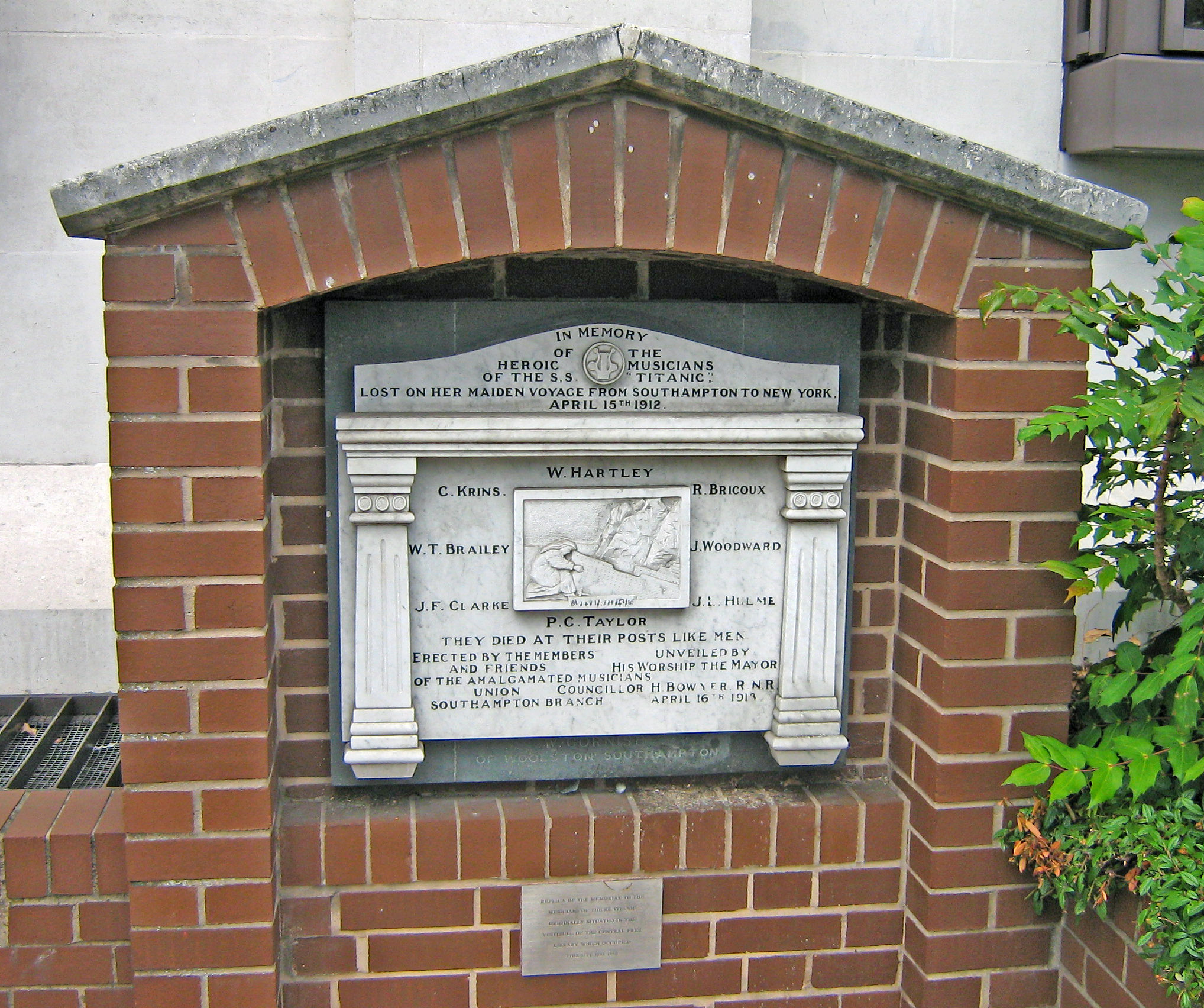
Mémorial de Southampton dédié aux musiciens du Titanic.

La découverte du cadavre de Wallace Hartley suscite un formidable émoi en Angleterre. Trente-mille personnes se pressent pour assister à ses funérailles qui ont lieu à Colne,, sa ville natale. Le 24 mai 1912, un hommage rendu par cinq cents musiciens à Londres rassemble 10 000 spectateurs.
Un mémorial est érigé en son honneur à Colne. Celui-ci a été en partie financé par l'action de tous les musiciens de la ville de Leeds qui ont réuni des fonds pour sa construction en donnant un concert. Une fresque sur l'histoire de la ville de Colne, inaugurée en 2000, le représente également. Un mémorial dédié aux musiciens est inauguré le 19 avril 1913 à Southampton. Détruit durant la Seconde Guerre mondiale, il est reconstruit en 1990 en présence de certains survivants comme Eva Miriam Hart.
En 2013, soit 101 ans après le naufrage, le violon avec lequel il a joué aurait été retrouvé dans un grenier d'une maison anglaise. L'instrument aurait été repêché dans une valise en cuir accroché au corps du défunt et identifié grâce à une petite plaque en argent sur laquelle est inscrit : « Pour Wallace, à l'occasion de nos fiançailles. Maria ». Toutefois, les rapports de l'époque ne l'évoquent pas. Son héritage est tel que le 19 octobre 2013, son violon est vendu aux enchères en Angleterre pour la somme de 900 000 livres (soit 1,063 million d'euros), ce qui constitue un record pour la vente d'un objet du Titanic.

## Hartley au cinéma
Hartley dirigeant son orchestre interprétant Plus près de toi, mon Dieu lors du naufrage du Titanic est un thème récurrent que l'on retrouve dans la plupart des films évoquant la catastrophe. Dans Atlantique, latitude 41°, Hartley est interprété par Charles Belchier (non crédité). Le rôle est tenu par Jonathan Evans-Jones dans le Titanic de James Cameron. Dans ce dernier film, de même que dans le Titanic de 1943 et celui de 1953, l'orchestre interprète l'hymne sur l'air Bethany, version la plus connue en France et aux États-Unis, tandis que dans Atlantique, latitude 41°, c'est la version Horbury qui est interprétée. Pourtant, Hartley ayant chanté dans une église méthodiste, il est plus probable qu'il ait interprété l'air Proprior Deo, qu'il connaissait le mieux.